# Hedvig Eleonora kyrka, Karlskrona
Hedvig Eleonora kyrka var Karlskrona stadsförsamlings första kyrka. Den byggdes som en tillfällig kyrka i trä i väntan på en stenkyrka som kungen lovat att kronan skulle finansiera i stadens privilegier. Kyrkan var uppkallad efter dåvarande änkedrottningen Hedvig Eleonora av Holstein-Gottorp och var i bruk mellan 1681 och fram till 1744 då den ersattes av Fredrikskyrkan byggd i sten.

## Historia
Kyrkan började sannolikt byggas i slutet av 1681 i det som idag är Kapellparken i Karlskrona. Kyrkan låg med huvudingången åt Drottninggatan och med en ingång i söder mot Östra Köpmangatan. Det lär finnas en kyrkoritning på grunden i Johannishus arkiv som dock saknar namnteckning. Detta beror på att ritningen är en kopia på originalet då den gamla sägs ha hanterats så illa av byggmästaren att man varit tvungen att göra en ny.
Kyrkan var 40 alnar (23,8 m) lång och 50 alnar (29,7 m) bred och byggd i form av ett kors. 
Den 22 november 1685 var kyrkan så klar att den kunde invigas, men det dröjde till 7 maj året efter innan den togs i allmänt bruk. Orgeln, klockan och urverket togs enligt Karl XI:s beslut utan ersättning från Kristianopels kyrka. Efter ett antal år så betalade man dock en summa pengar för det man tagit.
Kyrkan var i bruk till 1 augusti 1744 då den nya stenkyrkan på stortorget, kallad Fredrikskyrkan invigdes. Orgeln och de övriga inventarierna flyttades till den nya kyrkan. Dopfunten finns idag att beskåda i Trefaldighetskyrkan i Karlskrona. Efteråt fungerade byggnaden som lagerlokal för brandattiraljer. 1750 såldes den på en offentlig auktion och revs kort därefter.